# پدراسا د کامپس
پدراسا د کامپس (به اسپانیایی: Pedraza de Campos) یک شهرستان در اسپانیا است که در استان پالنسیا واقع شده‌است.

## خصوصیات
پدراسا د کامپس ۳۲ کیلومترمربع مساحت و ۱۱۵ نفر جمعیت دارد.